# Сармяги
Са́рмяги (лив.-карел. Suarimägi) — деревня в составе Мегрегского сельского поселения Олонецкого национального района Республики Карелия.

## История
26 июня 1939 года постановлением Карельского ЦИК в деревне была закрыта церковь.
В результате сокращения населения в 1957 году к деревне Сармяги была присоединена близлежашая деревня Гаморгора (Гамор-Гора).
В деревне сохраняется памятник истории:
- Памятное место, где 24 июня 1944 года воины 272-й стрелковой дивизия 7 армии Карельского фронта прорвали узел финской обороны.

## Население
Численность населения в 1905 году составляла 100 человек.
| 2002 | 2009 | 2010 | 2013 |
| ---- | ---- | ---- | ---- |
| 6    | ↘2   | ↗9   | ↘7   |